# Локалита Рогана I
Локалита Рогана I је насеље у Италији у округу Агриђенто, региону Сицилија.
Према процени из 2011. у насељу је живело 8 становника. Насеље се налази на надморској висини од 76 м.